# Andrea Lindkvist
Andrea Lindkvist (2. juni 1872 i Laurbjerg - 24. marts 1959 i Roskilde) var forkæmper for husholdningssagen.

## Familie og opvækst
Andrea var datter af gårdejeren Jens Peter Christensen (1844 - 1924) og Ane Margrethe Henriksen (1844 - 1884), som døde, da Andrea var 12-13 år gammel. Som 18-årig fik hun plads i Lyngå præstegård og senere tjente hun på Store Lungegård i Jebjerg. I 1892-96 lærte hun mejeribrug på Christianslund ved Randers.
Den 17. november 1896 giftede hun sig med handelsgartneren Edvard Linkvist og flyttede med ham til Sjælland. På det tidspunkt var hun en veluddannet landhusmoder med flere kvalifikationer, end ægtefællens gartneri gav hende mulighed for at udnytte.

## Husholdningssagen
Husholdningssagen vandt frem i 1920'erne og havde til formål at skabe fokus på husarbejdets vigtighed, skabe respekt og anseelse for husmoderen samt dygtiggøre og uddanne husmoderen til at kunne klare tidens nye udfordringer.
I 1920 tog Andrea Lindkvist initiativ til at stifte en af landets første husholdningsforeninger i Frue sogn, Roskilde. Hun var formand for foreningen i 1920-23 og igen 1928-31. I 1921 blev De Samvirkende Danske Husholdningsforeninger (DSDH) stiftet, og her blev Andrea valgt til formand, en post hun blev siddende på frem til 1934. Herefter blev hun udnævnt til æresmedlem.
DSDH fik stor udbredelse på Sjælland, Sydfyn og Sydvestjylland men blev aldrig en landsdækkende organisation. Den voksede dog støt i de spæde år, fra 1.500 medlemmer i 1921 til 8.500 medlemmer i 1930. Her oplevede foreningen dog en tilbagegang, da landbrugskrisen ramte i 1931.
Fra 1928 var Andrea medlem af Organisationernes Fællesudvalg for Husholdning og i årene 1932-33 var hun DSDH's repræsentant i det udvalg, der foreberedte oprettelsen af Statens Husholdningsråd. Hun var også aktiv skribent for Landboforeningens tidsskrift Vort Landbrug, som var med til at udbrede husholdningssagen på landet.